# Claude Renard (auteur)
Pour les articles homonymes, voir Renard et Claude Renard.
 (juillet 2025).
Claude Renard, né le 12 août 1946 à Boussu (province de Hainaut) et mort le 17 février 2019, est un auteur et professeur de bande dessinée belge, également illustrateur, scénographe et metteur en scène.
Si son œuvre est très restreinte, son « graphisme remarquable [...] confrontation audacieuse d'éléments hétérogènes » confère à celle-ci une grande qualité. Deux de ses quatre bandes dessinées ont obtenu le Grand Prix Saint-Michel, principale récompense belge de bande dessinée attribuée à un album entre 1975 et 1986.

## Biographie
Claude Renard entre à l'institut Saint-Luc de Bruxelles où il étudie d'abord la peinture, puis il suit les cours de bande dessinée d'Eddy Paape, dont il devient l'assistant, puis le remplaçant en 1976. En 1972, il participe à la création du Journal de Bruxelles avec Jean-Luc Vernal et Jacques Kievits. Animateur de l'atelier R (bande dessinée) de cette date à 1984, et de sa revue Le 9e Rêve à partir de 1977, il a contribué à révéler François Schuiten, Andreas, Philippe Berthet, Antonio Cossu, Philippe Foerster, Jean-Claire Lacroix, Benoît Sokal et Yves Swolfs et s'impose à ce titre comme un « grand pédagogue ».
Entre 1979 et 1981, il publie dans Métal hurlant des histoires remarquées réalisées en collaboration étroite avec François Schuiten, alors encore peu connu. En 1983, il crée seul pour la même revue Ivan Casablanca qui est selon le critique Thierry Smolderen la « meilleure BD de l'année ». Une seconde histoire de ce personnage est publiée entre 1985-1986, avec Jean-Luc Fromental au scénario.
Après 1986, Claude Renard oriente l’essentiel de ses activités vers le théâtre, le cinéma, le design, la sculpture et le graphisme culturel, en même temps qu’il enseigne le graphisme à l’ERG (École de recherche graphique à Bruxelles). Il a réalisé plusieurs courts métrages, monté une pièce remarquée à partir des lettres de Vincent Van Gogh, dessiné les décors et les costumes d’une quinzaine de pièces de théâtre. Avec François Schuiten, il a conçu la scénographie des Inattendus de Maubeuge, des Folies à Maubeuge, et de Mons Phare Culturel.
Depuis 2001, il collabore activement à l’aventure des spectacles de Franco Dragone, tant en Belgique qu’à l’étranger.
En juillet 2011, il expose pour la première fois au Rouge Cloître, ses sculptures hybrides assemblées à partir de pièces de récupération.
Claude renard meurt le 17 février 2019, à l'âge de 72 ans des suites d'une longue maladie,.

### Vie privée
Claude Renard résidait à Angre, une section d'Honnelles dans les Hauts-Pays, région à laquelle il est toujours resté très attaché.

## Œuvres publiées

### Revues
- Aux médianes de Cymbiola (scénario), avec François Schuiten (dessin), dans Métal hurlant, 1979-1980.
- Le Rail (texte et dessin), avec François Schuiten (texte et dessin), cinq récits courts dans Métal hurlant, 1981.
- Ivan Casablanca, dans Métal hurlant :

1. L'Évasion d'Ivan Casablanca, 1983.
2. Le Rendez-vous d'Angkor (dessin), avec Jean-Luc Fromental (scénario), 1985-1986.

### Albums
- Métamorphoses (scénario et dessin), avec François Schuiten (scénario et dessin), Les Humanoïdes associés, coll. « Pied Jaloux » :

1. Aux médianes de Cymbiola, 1980. Grand Prix Saint-Michel 1981.
2. Le Rail, 1982[15],[16].

- Int. Métamorphoses, Casterman, Bruxelles, mai 2008
Scénario et dessin : Claude Renard, François Schuiten - Couleurs : François Schuiten -  (ISBN 978-2-203-01614-9),Réédition 2022  (ISBN 978-2-203-22869-6).

#### Ivan Casablanca
- 1. L'Évasion d'Ivan Casablanca[17], Les Humanoïdes associés, coll. « Pied jaloux », Paris, janvier 1984
Scénario, dessin et couleurs : Claude Renard -  (ISBN 2-7316-0263-5),Grand Prix Saint-Michel 1984.
- 2. Le Rendez-vous d'Angkor[18], Les Humanoïdes associés, coll. « Métal », Paris, octobre 1986
Scénario : Jean-Luc Fromental - Dessin et couleurs : Claude Renard -  (ISBN 2-7316-0371-2)

- 1914-1918. Les anges de Mons, Fondation Mons 2015, Mons, octobre 2013
Scénario : Xavier Hanotte - Dessin : Claude Renard - Couleurs : Romain Renard -  (ISBN 978-2-9601403-0-9),nouvelle graphique.

### Illustrations
- Les Machinistes, avec François Schuiten (illustration) et Thierry Smolderen (texte), Les Humanoïdes associés, coll. « Pied jaloux », 1984.
- Les Elfes de Pomariolus[19] (texte et illustration), avec Yves Vasseur (texte), Schlirf Book, 1984.
- Antoine-Joseph Moneuse, aventure de paille et d'ortie[20], avec Yves Vasseur (texte), La Voie dans les saules, 1987.
- Galilée. Journal d'un hérétique[21],[22],[23],[24], Éditions Pyramides, Bruxelles, 2001
Scénario : Claude Renard - Dessin : Yves Vasseur - Couleurs : noir et blanc -  (ISBN 2-930203-08-0)
- Denis Coulon (préf. Bertrand Piccard, ill. Claude Renard), Des ballons et des bulles : l'aérostation dans la bande dessinée[25], Verviers, Nostalgia, 2002, 111 p., ill. ; 32 cm (ISBN 2-930277-07-6)
- Maroc, lettres à Matisse sous le protectorat français, avec Yves Vasseur, Gallimard, coll. « Carnet de voyage », 2003  (ISBN 2742411666).
- Le Tailleur du Rêve Costumes du spectacle Le Rêve de Franco Dragone, textes de Yves Vasseur, Les Impressions nouvelles, 2006  (ISBN 978-2-87449-021-7).
- Un goût de biscuit au gingembre, roman de Xavier Hanotte, Estuaire, coll. « Carnets littéraires », 2006  (ISBN 2-87443-019-6).
- Participation à Melvile, L'histoire de Samuel Beauclair, de Romain Renard, Le Lombard, 2013
- Les Anges de Mons avec Xavier Hanotte, Éditions Mons 2015, 2014.
- Aux vents salins, avec Yves Vasseur, Éditions Renard Graphic, 2017  (ISBN 978-2-8052-0353-4).

### Artbooks
- La Princesse Maleine, Theâtre national de belgique, Bruxelles, 1988
Scénario : collectif - Dessin : collectif dont Claude Renard - Couleurs : noir et blanc,Programme de la pièce de théâtre La Princesse Maleine de Maurice Maeterlinck au Théâtre national de Belgique du 16 mars au 16 avril 1988[26],[27].

## Cinéma
- Décors et costumes du film de Just Jaeckin Gwendoline (1984), en collaboration avec François Schuiten[28],[29],[30].
- Les Elfes de Pomariolus[31], court métrage d’après l’album du même nom, RTBF (réalisation)
- La Mort du roi fou, RTBF-Carré noir-Sofidoc (1989)[32], avec Jean-Claude Derudder.

## Théâtre
Décors, costumes et concept graphique pour les spectacles suivants :
- La Fausse Suivante de Marivaux[10],[31], Tournai, Maison de la Culture
- Angel city[31] de Sam Shepard, Paris, Théâtre Marie Stuart
- Mademoiselle Julie[31] de August Strindberg, Maubeuge, théâtre du Manège
- Robespierre, dernier temps[31] de J-P. Domecq, Maubeuge, théâtre du Manège
- Sauvé(s')[33],[31] d’Edward Bond, Mons, Maison de la Culture ;
- La Passagère[34],[33],[31] Mons, Maison de la Culture
- Le Grand Complot[35],[31] de Jean Louvet, Bois-du-Luc, La Louvière
- Au nom du Père de Jean Louvet, Théatre de Béthunes[36],[31]
- La Fontaine (d’après les fables), Théâtre de Béthunes[37],[31]
- Pendant que vous dormiez[38],[31] de Robert Poudérou, Paris, Théâtre de l'Œuvre
- La Mégère apprivoisée de William Shakespeare, théâtre de Cambrai[37],[31]
- Les Variations énigmatiques de Éric-Emmanuel Schmitt, Théâtre Le Public, Bruxelles[37],[31]
- Le Journal intime de Sally Mara[33],[31] de Raymond Queneau, Mons-Bruxelles
- Une liaison pornographique de Philippe Blasband, théâtre Le Public, Bruxelles[37],[31]
- Traces d’étoiles[39],[31] de Cindy Lou Johnson, théâtre Le Public, Bruxelles
- Le Rêve de Franco Dragone Las Vegas – USA[10]
- L’Oiseau vert[40],[33] de Gozzi Théâtre Le Public Bruxelles 2007[36]
- Othello, passeur (adaptation d’Yves Vasseur) création à Mons. 2007[36].
- L’Illusion comique[41] de Corneille (création 2009 Théâtre Varia).

### Scénographie et mise en scène du spectacle
- Van Gogh : Vincent, Maison de la Culture de Mons[36] ;
- B c’est plus court, Maison de la Culture de Mons-Bruxelles[42],[30].

### Scénographie
- Mort accidentelle d'un anarchiste[43] ;
- La Ronde, Maison de la Culture de Mons[44]

### Création costumes
- Show Le Rêve Création des costumes et personnages pour le spectacle Le Rêve à Las Vegas de 2001 à 2005[37],[30],[10].

## Scénographie urbaine
- Les Inattendus de Juillet (en collaboration avec François Schuiten) Maubeuge, 1993-1999[9] ;
- Les Folies à Maubeuge (avec François Schuiten)[9] ;
- Mons Phare Culturel[9],[45] ;
- Foire du livre de Bruxelles[2] : 2001, 2002, 2003.

## Design et architecture d’intérieur
- Exposition Lumière Matière[37], Le Grand Hornu, Belgique 1986 Réalisation de mobilier et luminaires, métal, verre et pierre bleue ;
- Exposition design en Wallonie[37], Namur ;
- Représente la Belgique au salon du design à Tours[37], 1990 ;
- Aménagements des espaces bureaux Le Manège à Maubeuge ;
- Aménagement des espaces bureaux Maison des Arts à Créteil ;
- Triennale de l’affiche politique, Musée des beaux-arts de Mons ;
- Rénovation du hall d’accueil, billetterie, foyer et bar du Théâtre royal de Mons.

## Expositions importantes
- 2002 : Invité d’honneur au Festival de BD à Sierre (Suisse)[37],[46]
- 2002 : Academia Belgica, Rome[37]
- 2002 : Centre d’Art du Rouge-Cloître à Bruxelles[37],[47]
- 2003 : Festival d’Angoulême, France[37]
- 2003 : Galerie Ziggourat à Bruxelles[37]
- 2003 : Bibliothèque régionale du Valle d’Aoste, Italie[37]
- 2004 : Lille 2004, France[37]
- 2004 : Rencontres du neuvième art d'Aix-en-Provence, France[37]
- 2005 : Parcours d’artiste -  Mons – Belgique[réf. nécessaire]
- 2006 : Voyage...[37] - Colfontaine – Belgique
- 2006 : Le Tailleur du Rêve[48], Maison Autrique, Bruxelles
- 2008 : Le Tailleur du Rêve, Anciens Abattoirs, Mons[49],[50].
- 2011 : Claude Renard, d’un univers à l’autre[10] - Bruxelles
- 2017 : Aux vents salins, Galerie Champaka, Bruxelles[51]

- 2025 : Claude Renard. Astre et fragments[52],[53], sous le commissariat de Thierry Bellefroid, avec Romain Renard, Musée de la BD, Bruxelles, du 26 avril au 2 novembre 2025.

## Récompenses
- 1981 :  Grand prix Saint-Michel décerné à François Schuiten et Claude Renard pour Aux médianes de Cymbolia (Métamorphoses, t. 1), ex-equo avec André Franquin pour Idées noires ;
- 1984 :  Grand prix Saint-Michel pour L'Évasion d'Ivan Casablanca, ex-equo avec Marc Wasterlain, pour Le Dragon vert[54] ;
- 2014 :  prix Diagonale-Le Soir du meilleur album, avec Romain Renard, pour Melvile[55].

## Postérité
Selon Patrick Gaumer, Claude Renard est un « illustrateur au graphisme esthétique et hiératique [...] avant tout un grand pédagogue. [...] son enseignement a bouleversé la vision jusqu'alors classique de la bande dessinée. ». Benoît Sokal donne un rôle important à son ancien professeur dans l'album L'Affaire belge de 2005, qui porte un regard satirique sur le monde de la bande dessinée belge.
Pour le spécialiste de la bande dessinée Thierry Bellefroid : « Claude Renard est un astre pour tous ceux qui l'ont connu et toutes celles qui l'ont connu, ses anciens étudiants, ses amis, ses proches. C'est un astre, il brille. Il brille aussi par son talent, parce qu'il touche à plein de choses, à plein de techniques, à plein de manières de raconter différentes. Et en fait, à chaque fois, il y brille. Et fragments, parce qu'en fait, c'est des fragments de monde. Il y a 10 000 mondes dans sa tête. [...] C'est non seulement un dessinateur, non seulement un professeur de dessin, non seulement un designer, un sculpteur, on pourrait continuer la liste comme ça assez longtemps, un costumier de théâtre, de spectacle, mais c'est aussi et surtout quelqu'un qui a marqué une génération. Et cette génération, c'est une génération bénie. Ce sont ceux qui ont participé à ce qu'on a appelé l'atelier R, l'atelier qu'il a monté dans les années 1970 à Saint-Luc, et qui a révélé à elle-même une génération qui était surdouée, et qui était aussi une génération en rupture avec tous les codes habituels de la bande dessinée depuis les années 1940 ou 1950, qui sont les codes qui suivent en gros la voie d'Hergé d'une part d'abord et puis ensuite celle de Franquin. Il faut se remettre à l'époque en Belgique, pas en France, mais en Belgique, dans les années 1970, la bande dessinée était encore un peu sclérosée. On était vraiment coincés dans le journal Tintin et le journal Spirou. Il va amener une toute autre forme de bande dessinée et il va exploser tous les codes à cette époque-là. Et donc pour cette génération-là, c'était leur ami, mais c'était aussi quelqu'un qui les avait emmenés vers autre chose. [...] On est face à quelqu'un qui lui-même a connu diverses vies. Des vies qui se complètent, qui en réalité forment une sorte de puzzle. [...] Je pense que l'héritage de Claude Renard est bien plus grand que ce qu'on pense. Il est difficile à quantifier, à qualifier, parce qu'il déborde du cadre habituel. On a un professeur, il a des étudiants et des étudiantes dans l'atelier R à Saint-Luc dans les années 1970 et au tout début des années 1980, mais ce professeur va ensuite se transférer dans une autre école, l'école de recherche graphique, l'ERG, où il va donner cours à une autre génération d'étudiants et d'étudiantes qui eux aussi aujourd'hui en ont retiré des choses et sont et se réclament en partie de cet enseignement-là. On peut dire qu'il a imprégné plus qu'une génération, il a imprégné toute la création moderne de la bande dessinée avec des outils, avec un regard, une curiosité, cette capacité aussi de tenter d'utiliser tout ce que la bande dessinée peut embrasser comme technique. Et en fait, ça aussi, ça a été une manière de permettre à cette génération d'étudiantes et d'étudiants de faire autre chose que ce qui avait déjà été fait avant eux. »

#### Livres
: document utilisé comme source pour la rédaction de cet article.
- Henri Filippini, Dictionnaire de la bande dessinée, Paris, Bordas, 1989, 731 p., ill. ; 27 cm (ISBN 2-04-018455-4, OCLC 1244909550, BNF 35065653, présentation en ligne), p. 257, 666.
- Jean-Louis Lechat, Un demi-siècle d’aventures t. 2 : 1970 - 1996, Bruxelles, Le Lombard, 5 décembre 1996, 224 p., ill. ; 31 cm (ISBN 280361233X, OCLC 37995939, BNF 37539082, présentation en ligne), p. 102, 149, 156, 172. .
- Jean Pirotte (dir.) et Luc Courtois, Du régional à l'universel. : L'imaginaire wallon dans la bande dessinée., Louvain-la-Neuve, Fondation wallonne Pierre-Marie et Jean-François Humblet, 1999, 310 p. (ISBN 978-2-9600072-3-7 et 2960007239, OCLC 1075833932), p. 246 lire sur Google Livres
- Patrick Gaumer, « Claude Renard », dans Larousse de la BD, Larousse, 2004, p. 669-670.
- Jacques Fiérain, « Renard, Claude », dans La BD dans la province du Hainaut, Charleroi, Éd. l'Âge d'or, septembre 2006, 96 p., ill. ; 31 cm (ISBN 9782960046458 et 2960046455, OCLC 469651838, présentation en ligne), p. 41.
- Le 9e Rêve no 6, Institut Saint-Luc de Bruxelles, École de recherche graphique, 2006, 144 p. (présentation en ligne), p. 6, 68. .
- Le livre des 20 ans du Théâtre de l'Éveil, Mons, Théâtre de l'Éveil, 2007, 163 p., PDF (lire en ligne), p. 66, 75, 76, 84, 103, 155, 159, 160, 161, 162.
- Patrick Gaumer, « Claude Renard », dans Dictionnaire mondial de la BD, Paris, Larousse, 2010, 953 p., ill. ; 27 cm (ISBN 978-2-0358-4331-9 et 2-0358-4331-6, OCLC 920924930, présentation en ligne), p. 718-719. .
- Philippe Mellot, Michel Denni, Laurent Turpin et Isabelle Morzadec, Trésors de la bande dessinée : BDM 2022-2023 - Catalogue encyclopédique et Argus, Paris, Les Arènes, novembre 2022, 23e éd., 1677 p., ill. ; 23 cm (ISBN 9791037507280, OCLC 1351462460, présentation en ligne), p. 527, 644, 825, 855. .

#### Périodiques
- Arnaud de la Croix, « Les Elfes de Pomarioulus. Les Machinistes », Les Cahiers de la bande dessinée, Glénat, no 59,‎ septembre-octobre 1984, p. 61.

#### Articles
- Didier Pasamonik, « Disparition de Claude Renard, compagnon de route de Métal Hurlant et fondateur de l’Atelier Saint-Luc à Bruxelles », ActuaBD,‎ 18 février 2019 (lire en ligne)
- Charles-Louis Detournay, « Claude Renard au sommet de son art ! », ActuaBD,‎ 29 septembre 2017 (lire en ligne)
- Nicolas Anspach et Claude Renard (interviewé), « Claude Renard, d’un univers à l’autre », ActuaBD,‎ 19 juillet 2011 (lire en ligne)
- Henri Filippini, « Claude Renard : la fin du Neuvième Rêve… », BDzoom,‎ 19 février 2019 (lire en ligne).

### Émissions de télévision
- Rencontre Claude Renard, alchimiste de la bande dessinée, interviewé par Éric Verhoest, émission Cargo de nuit, RTBF (4 min 13 s), du 30 avril 1986.

### Vidéographie
- Texte - images sur Sonuma, Hergé, François Schuiten, Benoît Peeters, Claude Renard, Alain Goffin, Antonio Cossu, Philippe Foerster, Gérard Goffaux, Éric Poelaert, Louis Joos, Blaise Dehon, Thierry Van Hasselt, Didier Platteau, Pierre Pourbaix, Nicolas Vadot, Denis et Olivier Deprez (Intervenants), En toutes lettres - Texte - images, film de Guy Lejeune (scénario) et Miguel Rivière (interviews), diffusé sur la RTBF le 12 novembre 1994 (54 min 6 s).